# Société française d'analyse musicale
 (mars 2022).
La mise en forme du texte ne suit pas les recommandations de Wikipédia : il faut le « wikifier ».
Les points d'amélioration suivants sont les cas les plus fréquents. Le détail des points à revoir est peut-être précisé sur la page de discussion.
- Les titres sont pré-formatés par le logiciel. Ils ne sont ni en capitales, ni en gras.
- Le texte ne doit pas être écrit en capitales (les noms de famille non plus), ni en gras, ni en italique, ni en « petit »…
- Le gras n'est utilisé que pour surligner le titre de l'article dans l'introduction, une seule fois.
- L'italique est rarement utilisé : mots en langue étrangère, titres d'œuvres, noms de bateaux, etc.
- Les citations ne sont pas en italique mais en corps de texte normal. Elles sont entourées par des guillemets français : « et ».
- Les listes à puces sont à éviter, des paragraphes rédigés étant largement préférés. Les tableaux sont à réserver à la présentation de données structurées (résultats, etc.).
- Les appels de note de bas de page (petits chiffres en exposant, introduits par l'outil «  Source ») sont à placer entre la fin de phrase et le point final[comme ça].
- Les liens internes (vers d'autres articles de Wikipédia) sont à choisir avec parcimonie. Créez des liens vers des articles approfondissant le sujet. Les termes génériques sans rapport avec le sujet sont à éviter, ainsi que les répétitions de liens vers un même terme.
- Les liens externes sont à placer uniquement dans une section « Liens externes », à la fin de l'article. Ces liens sont à choisir avec parcimonie suivant les règles définies. Si un lien sert de source à l'article, son insertion dans le texte est à faire par les notes de bas de page.
- La présentation des références doit suivre les conventions bibliographiques. Il est recommandé d'utiliser les modèles {{Ouvrage}}, {{Chapitre}}, {{Article}}, {{Lien web}} et/ou {{Bibliographie}}. Le mode d'édition visuel peut mettre en forme automatiquement les références.
- Insérer une infobox (cadre d'informations à droite) n'est pas obligatoire pour parachever la mise en page.

Pour une aide détaillée, merci de consulter Aide:Wikification.
Si vous pensez que ces points ont été résolus, vous pouvez retirer ce bandeau et améliorer la mise en forme d'un autre article.
La Société Française d’Analyse Musicale (SFAM), fondée en 1985, regroupe musiciennes et musiciens, artistes, pédagogues, interprètes, compositrices et compositeurs, musicologues et analystes, issus des universités et des conservatoires, qui entendent soutenir l'analyse et la théorie musicales. Elle a été en 1989 à l’initiative du premier Congrès européen d’Analyse musicale à Colmar, devenu le modèle de la série de congrès (European Music Analysis Conference). Après avoir été à l’origine de la fondation de la revue Analyse musicale, la SFAM soutient activement la revue papier Musurgia et la revue en ligne Musimédiane.

## Activités
La SFAM a pour objet 
- de regrouper les personnes concernées par les questions relatives à l'analyse musicale, de faciliter les rapports entre eux et les institutions, et de resserrer les liens qui doivent unir les membres d’une même discipline intellectuelle et professionnelle tant en France qu'à l'étranger ;
- de développer les relations des spécialistes de l'analyse musicale avec les membres de toutes les professions, musicales ou para-musicales, qui utilisent les fruits de leurs travaux ;
- plus généralement, de contribuer au développement et à l’évolution de l’analyse musicale[5].

### Rencontres

#### Congrès européens
La SFAM a organisé en 1989 le premier Congrès Européen d'Analyse Musicale, qui a donné naissance à une série de congrès en Europe, appelés depuis EuroMAC (European Music Analysis Conferences).
Le programme de chacun de ces EuroMACs se trouve sur le site Internet de l'EuroT&AM, Réseau Européen des Sociétés de Théorie & d'Analyse Musicale, fondé lui-même à l'initiative de la SFAM durant EuroMAC 9 (2017).

#### Colloques
Depuis 2004, la SFAM a organisé ou coorganisé un grand nombre de colloques, en partenariat avec plusieurs institutions françaises.

#### Journées d'analyse musicale
Chacune des Journées d’Analyse Musicale (JAM) de la Société Française d’Analyse Musicale est organisée par une institution d’accueil avec l’aide et sous l’égide de la SFAM. Elles sont organisées depuis 2013.

#### Ateliers «Profils d’une œuvre»
« Profils d’une œuvre » est un projet commun à la Société française et à la Société belge d’Analyse musicale (SFAM et SBAM). À partir de rencontres ou d'ateliers en ligne, des documents analytiques portant sur une œuvre précise, proposés par des membres de l’une ou l’autre société, sont publiés à l'identique sur les sites Internet des deux sociétés (voir la page des Profils sur le site de la SFAM). 

### Publications

#### Revues
Dès sa création en 1985, la SFAM a créé la revue Analyse musicale qui, après un premier numéro en novembre 1985, a publié quatre numéros par an jusqu'en 1993. Trente-deux numéros thématiques ont été publiés.
En 1994, les membres du Comité de rédaction de la revue Analyse musicale ont fondé la revue Musurgia, publiée par les éditions ESKA. Musurgia publie depuis lors quatre numéros par an (voir la liste des numéros sur le site Internet de la revue).
La SFAM a créé en outre en 2005 la revue en ligne Musimédiane, en accès libre sur Internet, qui accueille des articles d'analyse ou de théorie musicale faisant appel aux techniques multimédia ou associés à des enregistrements sonores.

#### Ouvrages
- Actes du Premier Congrès Européen d'Analyse Musicale (Colmar, 1989). Numéro hors série de la revue Analyse musicale, Juillet 1991.
- Analyse et création musicales, Actes du Troisième congrès européen d’analyse musicale (Montpellier, 1995). Paris, L’Harmattan, collection Musique et Musicologie, 2001.